# Gadabedji
Gadabedji este o comună rurală din departamentul Dakoro, regiunea Maradi, Niger, cu o populație de 3.818 locuitori (2001).